# Martin Lodewijk
Martin Lodewijk, född 30 april 1939, är en nederländsk serieskapare.
Lodewijk påbörjade sin seriekarriär under 1950-talet, främst med holländska action- och äventyrsserier. Vid slutet av femtiotalet lämnade han seriebranschen för att bli reklammakare, men återkom 1966 med den serie som kom att bli hans största framgång: Agentserien Agent 327.
Vid sidan om Agent 327, har Lodewijk skrivit ett flertal manus till andra serier - bland hans egna skapelser märks Johnny Goodbye (med teckningar av Dino Attanasio), Bernard Voorzichtig (med teckningar av Daan Jippes) och January Jones (med teckningar av Eric Heuvel). Han har även varit huvudförfattare på två av Nederländernas mest långlivade äventyrsserier: Willy Vandersteens De Rode Ridder och Don Lawrences Storm. 1980, efter René Goscinnys död, skrev han också kort Lucky Luke-historia: "Duell med Amors pilar" (Règlement de comptes).
Under 1970-talet var Lodewijk anställd som redaktör på serietidningen Eppo och 1978 vann han Nederländernas största serieskaparpris, Stripschapprijs. I april 2011 blev dubbad riddare i Nederländska Oranien-Nassauorden, för sitt bidrag till den nederländska seriekonsten.